# Баламестный, Виталий Иванович
Вита́лий Ива́нович Баламе́стный (род. 28 июля 1980, Выселки, Краснодарский край) — российский футболист, нападающий.

## Карьера
Начал карьеру в 2002 году в клубе «Краснодар-2000». В том же году перешёл в команду «Жемчужина-Сочи».
В сезонах 2005 и 2006 играл за «Локомотив-НН» и «Динамо» Ставрополь соответственно.
В конце 2006 года уехал в Азербайджан, где играл за «Габалу». Через два года перешёл в «Краснодар». В 2009 году снова играл в Азербайджане, теперь уже в составе «Стандарда» Сумгаит. 2010 году играл за «Черноморец» Новороссийск.

## Достижения
«Черноморец»
- Победитель зоны «Юг» Второго дивизиона России: 2010
- Обладатель Кубка ПФЛ: 2010